# 大麻槿
大麻槿（学名：Hibiscus cannabinus）又称洋麻、红麻、钟麻、芙蓉麻、槿麻、阿姆巴里麻等，为锦葵科木槿属下的一个种。原产于西非，后传播至里海沿岸及印度，19世纪之后广泛分布于世界各地，如美国、古巴等加勒比海沿岸国家，澳大利亚，日本及中国的黑龙江、辽宁、河北、江苏、浙江、广东和云南等省。是重要的韧皮纤维作物，在欧美被主要当做黄麻的替代品。

## 特征
大麻槿为多为一年生草本，时有多年生草本。生长速度快，100日至125日间便可长成1.5-3.5m。茎直径1-2cm，直立，无毛，疏被锐利小刺，少分叉，基部为木质。
叶长10-15cm，异型，下部叶心形，不分裂，上部叶掌状3-7深裂，裂片长2-11cm，宽6-20mm，呈披针形，先端渐尖，基部心形至近圆形，具锯齿，两面均无毛，主脉5-7条，在下面中肋近基部具腺；叶柄长6-20cm，疏被小刺；托叶呈丝状，长6-8mm。
花直径8-15cm，单生于枝端叶腋间，近无柄；花萼近钟状，长约3cm，被刺及白色绒毛；花大，呈白色或黄色，内面基部红色或紫色，花瓣长圆状倒卵形，长约6cm。果实为蒴果，球形，直径约1.5-2cm，密被刺毛，顶端具短喙，内有近无毛肾形种子。花期为秋季。
- 叶子的形态
- 果实
- 成熟开裂的果实露出种子
- 成林的大麻槿

## 历史
学者普遍认为洋麻原产于西非，历史文献最早可追溯至公元前4000年左右的西苏丹，在非洲，洋麻被作为纤维织物，其叶可作为食物。西方直到十八世纪才认识大麻槿，当时，印度科学植物学之父威廉·罗克斯堡进行了用洋麻代替大麻织物的实验。在印度，它主要被用来作绳索及麻衣。1920-1925年间苏联对纤维植物进行了大量的研究，1930年代苏联将大麻槿引入中国，至1950年代，中国已成为世界上最大的大麻槿生产国。
由于第二次世界大战引起的黄麻短缺，美国开始试验其它的纤维替代品，洋麻因为其适应性高而被青睐。1942年，美国农业部（USDA）及联合纤维委员会（Cooperative Fiber Commission）等部门与古巴进行了一项旨在发展高产新品种、抗病品种的联合研究，该研究加强了对洋麻的研究。之后，杜鲁门总统的第四点计划在危地马拉生产出了大麻槿的光敏品种。然后，位于佛罗里达大沼泽的大沼泽实验所（Everglades Experiment Station）及USDA继续对大麻槿进行了15年的研究。
正是由于二战导致的黄麻短缺，才使本在西方默默无名的大麻槿作为黄麻的替代品被大量使用，美国、古巴及其相关国家，洋麻产业都已非常机械化。

## 名称
大麻槿的拉丁名中，其属名意为木槿，而种加词则意为象大麻（Cannabis）的，大麻制的。
大麻槿在英语及很多语言中被称为、kanab等，都是来自于波斯语‎。
其“阿姆巴里麻”的名称是其原产地印度的名称“ambari”，英语中有时作。
大麻槿的名称据统计，有129种之多。

## 用途及栽培
大麻槿杆纤维多，可制成绳索、衣物等。另外，因其成长迅速，收获的纤维多，还可作为木浆的替代资源造纸，在2000年左右颇受瞩目，在日本被作为名片或纸巾用纸的原料。
但是，其缺点也有很多，如：由于其茎上有尖锐的刺，加工时颇费功夫；从土地上吸收养分的能力极强，重茬危害大；还有极强的繁殖能力，有人认为大麻槿如同加拿大一枝黄花一般，一旦生根野外便难以驱除，但是大麻槿并非宿根草，与加拿大一枝黄花相比，其散布力较弱，至今未见其深刻影响植物生态的报告；另外，大麻槿与木材相比容易腐烂，用作造纸等的原料难以长期保存。
另外，因为大麻槿成长时吸收大量二氧化碳，所以有人建议将种植大麻槿作为全球变暖的对策之一。但是因为大麻槿收获后便放置起来，燃烧之后其固定的碳素便再度回到环境中，对低碳化完全没有贡献。但是从其代替木材造纸这一点，相比制造相同量的纸张所消耗的木材成长所用的时间（成长时间用来吸收二氧化碳），大麻槿还是对低碳化有所贡献的。
虽然大麻槿的叶很像大麻，但是完全不含成瘾性成分。
大麻槿种子可用来榨油。

## 扩展阅读
- 維基物種上的相關：大麻槿